# Hussein Yusuf Kamal Ibish
Hussein Yusuf  Kamal Ibish,  né à Beyrouth, (Liban), en 1963, est  chercheur à l'American Task Force on Palestine. Docteur dès littératures comparées  de l’université Massachusetts Amherst, il est un fervent défenseur des causes arabes aux États-Unis.

## Biographie
Hussein Ibish vient d’un environnement académique. Son père Yusuf  Ibish a fait des études  au département de l’administration gouvernementale, à l’université de Harvard, les années 1950, et a enseigné les sciences islamiques à l’université américaine de Beyrouth. Hussein a eu un diplôme en communication générale, l’an 1986, du collège universitaire d’Emerson. 

### Carrière
- Chercheur à l’American Task Force on Palestine.
- Directeur de communication au comité arabo-américain anti-discrimination de 1998 à 2004.
- Correspondant de Daily Star libanais à Washington.
- Enseignant assistant au département des études américaines et africaines à l’université de Massachusetts Amherst de septembre 1996 à décembre 1997.
- Editeur de The Voice, printemps, automne 1993, printemps 1995, printemps 1997.
- Lauréat et Stagiaire aux programmes bilingues  à Massachusetts  Amherst, septembre 1992 – mai 1993.
- Membre fondateur de l’union progressiste musulmane (de laquelle  il démissionnera après).
- En 2009, il va créer un blog.

### Prix
Hussein  a remporté en 2002, le prix de l’arabo-américain de l’année, décerné par le centre de l’association arabo-américaine pour les services économiques et sociaux, sis à Ohio. Un an après, il sera nommé par la presse de New York comme  meilleur porte-parole des causes arabes.  En 2004, Ibish a reçu le prix de service de la part du comité arabo-américain anti-discrimination.

### Porte-parole
Hussein Ibish  a accepté beaucoup d’invitations de la part d’un grand nombre d’universités connues aux États-Unis et ailleurs, pour animer des conférences, mener des débats, etc. Il a prononcé deux discours à l’assemblée annuelle de l’association des procureurs généraux en 2002 et 2004. Il a fait aussi en 2004 une intervention au centre Woodrow Wilson international des chercheurs. Il a été interviewé en 2000 par Charlie Rose à l’occasion du troisième sommet Flux et reflux. Il a été invité à la conférence des États-Unis  et monde musulman, organisée  par l’institut Brookings et le ministère des affaires étrangères du Qatar,  à Doha en 2004. Certaines de ses conférences ont été diffusées sur la chaîne C-Span (y compris La conférence nationale du club de la presse, et L’état des arabo-américains après 2011).